# Лу Сюцзин
Лу Сюцзи́н (кит. трад. 陸修靜, упр. 陆修静, пиньинь Lu Xiujing, 406—477] — даосский энциклопедист эпохи южной империи Сун, реформатор даосизма. Он считается патриархрм нескольких даосских школ, однако он сам представлял школу Линбао. Он упорядочил сочинения школы Шанцин, на основании чего позднее  школа смогла возродиться при Тао Хунцине, и ему присвоили статус Седьмого патриарха Шанцин. Лу Сюцзин является также основателем Южной ветви Школы Небесных Наставников, которая растворилась в школе Шанцин. Он занимался также систематизацией трудов школы Линбао.
Длительное время он провёл на горе Лушань.

## Биография

### Ранние годы
Лу Сюцзин родился в уезде Дунцянь округа Уцзюнь (сейчас это территория района Усин городского округа Хучжоу провинции Чжэцзян). Его предком был Лу Кай, министр царства У эпохи Троецарствия. Лу Сюцзин происходил из культурной аристократической семьи и получил классическое конфуцианское образование. Однако он предпочёл даосизм, оставил жену и детей, и стал скитаться и вести образ жизни отшельника.

### Отшельничество и скитания в горах
Первоначально он обосновался в горах Юньмэньшань в провинции Хэнань. Потом он стал странствовать по многочисленным горам в поисках эликсира бессмертия, и приобретал известность.

### Жизнь в столице
К концу эры Юаньцзя (424—453) правления императора Вэнь-ди (Лю Сун) он перебрался в столицу Цзянькан и стал торговать лекарственными растениями. Его известность дошла до императора, и он был вызван во дворец, где ему стала покровительствовать императрица Ван, сторонница даосизма. В 437 году он составил каталог сочинений Линбао (灵宝经目 Lingbao jingmu), который разослал многочисленным даосам. Факт обретения драгоценных рукописей трактовался как ответ Неба и соответствовал предсказаниям о благоденствии в эпоху новой династии, таким образом обосновывая легитимность династии Лю Сун. Авторитет Лу Сюцзина при дворе сильно возрос. Около 445 года (по оценкам) Лу Сюцзин преподнёс императору сочинение Lingbao shoudu (Оридинация в Линбао), в котором регулировал процедуру и ритуал ординации даосов и обретения священных текстов. Позднее, вплоть до настоящего времени, даосские общины придерживаются ритуалов, прописанных Лу Сюцзином.

### Уход в горы  (453-467 годы)
После смерти императора Вэнь-ди в 453, мятежа и беспорядков он бежал на юг. Странствуя по горам, к 461 году он обосновался в горах Лушань. В это время он активно занимался подготовкой учеников и упорядочиванием даосской литературы. Там же он активно общался с буддийскими монахами (учениками Хуэйюаня). Считается, что в горах его встретили буддийский учитель Хуэйюань и поэт Тао Юаньмин (традиционные представления не соответствуют историческим датировкам).

### Поздние годы
В 467 году он вернулся в столицу. Его попутчиком стал принц Люй Сюфань, который оценил его познания и оказывал ему покровительство в столице. Он стал участником философских диспутов с буддистами и сторонниками школы Сюань-сюэ, и неизменно побеждал (что подтверждают также буддийские источники).  Император Мин-ди основал на горе Тяньиньшань (кит. 天印山) монастырь Чунсюгуань (кит. 崇虛館) и отправил его туда. Это было благоприятное время для работы. Там он составил свод даосских сочинений Дао цзан. Он приобрёл большой авторитет, и его деятельность привела к расцвету даосизма
Умер в столице, но был похоронен в горах горах Лушань.
Наиболее известные ученики — Сунь Ююэ (孫遊岳) — восьмой патриарх школы Шанцин, а также Ли Гочжи (李果之).

### Оценка учения
Почти сразу после его смерти его деятельность подвергалась критике с разных сторон.
С одной стороны даосские общины критиковали его стремление упорядочить и нормализовать даосскую практику. С другой стороны буддисты обвиняли его в плагиате и включении в канон не-даосских сочинений. Стали распускать слухи о его поражениях в диспутах и что он увёл учеников на север предав династию - однако речь шла о событиях после его смерти.  И даже даосский патриарх Тао Хунцин подвергал критике его интерпретации.
Однако его репутация была полностью восстановлена позднее, во время династии Тан, а потом сунский император Хуэйцзун присвоил ему титул Даньюань Чжэнжэнь (丹元真人) — «Муж истинной киновари», под которым он был включён в даосский пантеон.

## Реформы даосизма
Лу Сюцзин провёл большую работу по упорядочиванию и регламентированию даосизма, требуя строгости и чистоты.
Он ввёл запрет на самоназначение и самопродвижение даосских священников и иерархов, определив ранги продвижения в зависимости от конкретных заслуг и добродетелей.
Он отрегулировал процедуру инициации и установил строгие порядки, связанные с соблюдением постов и ритуалов, настаивая на том, что правильный образ жизни необходим при поиске дао. Он сформулировал три практику культивации дао (修道 Xiudao) — священнодействия, декламирование священных писаний и медитация. Дао можно достичь лишь при наличии чистоты духа и безупречности поведения. С целью упорядочения постов и ритуала он составил указания, опираясь на свод из более сотни даосских сочинений. Это привело к унификации и совершенствованию всей системы ритуалов. Он переработал организацию Небесных Наставников, образовав т. н. школу Южных Небесных Наставников (南天師道 Nan Tianshi Dao), в противовес школе Северных Небесных Наставников.

## Даосский канон
Лу Сюцзин занимался сбором и систематизацией даосских источников. Он собрал 1228 томов сочинений, формул и талисманов. Он собрал, в частности, каталог сочинений школы Линбао. Даосские сочинения он разделил на «три пещеры» (洞 дун), 12 секций и четыре дополнения. На основе его коллекции был составлен первый Даосский канон. Структура даосского канона напоминала трипитаку. Тогда же он опубликовал каталог своей коллекции текстов Саньдун цзиншу милу (三洞经书目录). Он тщательно заботился об определении принадлежности текстов к конкретным школам и выделении подлинных текстов, принадлежащих школе Шанцин.

## Особенности учения
Лу Сюцзин считал природу человека порочной, и особое значение придавал ритуалам очищения чжай (齋), выделяя одиннадцать типов чжай. которым посвящена в частности работа «Правила девяти церемоний» (九斋十二法). Он также поддерживал конфуцианские обряды, и выдвигал требования поддержания чистоты мысли, речи и поведения (三业清净), установленные буддизмом.

### На китайском языке
- Лу Сюцзин в китайской энциклопедии Байкэ Байду
- 任繼愈主編《中國道教史》第143－168頁，上海人民出版 社1990年版；
- 李養正《道教概說》第91－95頁，中華書局1989年版。